# Загороднюк В'ячеслав Васильович
В'ячеслав Васильович Загороднюк (11 серпня 1972, Одеса) — радянський та український фігурист, який виступав у чоловічому одиночному розряді. Чемпіон Європи 1996 року, бронзовий призер чемпіонату світу, чемпіон світу серед юніорів. По завершенні виступів — тренер з фігурного катання.

## Біографія
В'ячеслав Загороднюк народився 11 серпня 1972 року в Одесі. У 1994 році закінчив факультет фізичного виховання Південноукраїнського державного педагогічного університету імені К. Д. Ушинського.

### Спортивна кар'єра
Фігурним катанням почав займатися  у рідному місті. Спочатку тренером Загороднюка був Валентин Ніколаєв, пізніше він тренувався у Галини Змієвської. Першим серйозним успіхом В'ячеслава Загороднюка стало друге місце на чемпіонаті світу серед юніорів у 1988 році в Брісбені, а наступного року Загороднюк переміг на юніорському чемпіонаті світу в Сараєво. У цьому ж році він уперше взяв участь у чемпіонаті Європи, де зайняв 6 місце, а також переміг на Кубку СРСР. Наступного року В'ячеслав Загороднюк переміг на Гран-Прі Парижа, став бронзовим призером чемпіонату Європи, та вперше взяв участь у чемпіонаті світу, де зайняв 8 місце. У 1991 році Загороднюк стає срібним призером чемпіонату СРСР та знову бронзовим призером чемпіонату Європи, проте на чемпіонаті світу виступає відносно невдало, зайнявши лише 22 місце. У 1992 році В'ячеслав Загороднюк уперше виступив на Олімпійських іграх, зайнявши на іграх в Альбервілі 8 місце. У цьому році Загороднюк зайняв лише 4 місце на чемпіонаті Європи та 10 місце на чемпіонаті світу. У 1994 році фігурист зайняв 2 місце на чемпіонаті Європи та 3 місце на чемпіонаті світу, проте участі в Олімпіаді цього року не брав. У 1995—1998 роках В'ячеслав Загороднюк чотири рази поспіль ставав чемпіоном України.
У 1995 році Загороднюк знову став бронзовим призером чемпіонату Європи та зайняв 6 місце на чемпіонаті світу. Проте вже наступного року український фігурист досягає свого найбільшого успіху — стає чемпіоном Європи, на чемпіонаті світу знову посідає 6 місце. Наступного року В'ячеслав Загороднюк досягає свого останнього великого успіху на міжнародній арені — 3 місце на чемпіонаті Європи. У 1998 році Загороднюк вдруге бере участь в Олімпійських іграх, на яких посідає 10 місце. й по закінченні сезону завершує спортивні виступи.

### Після закінчення спортивної кар'єри
Після закінчення виступів В'ячеслав Загороднюк разом зі своїм тренером Валентином Ніколаєвим перебрались на постійне проживання до США. У США Загороднюк спочатку жив у місті Ричмонд у Вірджинії, пізніше жив у Каліфорнії. Майже відразу Загороднюк розпочав тренерську кар'єру, тренував неодноразового чемпіона України Віталія Данильченка, а також Ярослава Паніота та Алісу Киреєву. У США також виступав у різноманітних шоу на телебаченні, займався бізнесом. У 2006 році організував у Києві льодове шоу «Магія на льоду», в якому взяли участь низка відомих фігуристів з різних країн. Наступного року Загороднюк відкрив у Києві власну ковзанку та школу для занять фігурним катанням, проте вони функціонували недовго, і колишній фігурист повернувся до США. Після повернення до США В'ячеслав Загороднюк живе у місті Ірвайн у Каліфорнії.

## Особисте життя
Одружений. Дружина  — Ольга Мудрак, професійна фігуристка,  виступала в спортивних танцях на льоду. У подружжя є двоє дітей.